# Dactyladenia johnstonei
Dactyladenia johnstonei là một loài thực vật có hoa trong họ Cám. Loài này được (Hoyle) Prance & F.White mô tả khoa học đầu tiên năm 1979.